# Железнодорожная Будка 1406-й км
Железнодорожная Будка 1406-й км, ж/д будка 1406-й км, 1406-й км — населённый пункт (тип: железнодорожная будка) в составе Краснокамского городского округа в Пермском крае России.

## История
Населённый пункт появился при строительстве железной дороги. В селении жили семьи тех, кто обслуживал железнодорожную инфраструктуру.
До 2018 года населённый пункт входил в Оверятское городское поселение Краснокамского района. После упразднения обоих муниципальных образований вошёл в состав образованного муниципального образования «Краснокамский городской округ».

## География
Населённый пункт находится с северной стороны от железной дороги Москва-Пермь, непосредственно к востоку от железнодорожного переезда у деревни Новая Ивановка.
Климат
Климат умеренно континентальный. Наиболее тёплым месяцем является июль, средняя месячная температура которого 17,4—18,2 °C, а самым холодным январь со среднемесячной температурой −15,3…−14,7 °C. Продолжительность безморозного периода 110 дней. Снежный покров удерживается 170—180 дней.

## Население
| 2010 |
| ---- |
| 7    |

Население в 2002 году составило 0 человек.

## Инфраструктура
Основа экономики — обслуживание путевого хозяйства.

## Транспорт
Автобусная остановка в соседней деревне Новая Ивановка маршрутов Краснокамск — Оверята и Краснокамск — Северокамск (Стряпунята).